# 江东中路
江东中路位于江苏省南京市建邺区，是南京河西地区的一条南北向重要主干道，北段（汉中门大街至应天大街）属于江东快速路，是南京快速路系统外环西线的一部分。道路公共交通系统完善，南京地铁2号线的部分站点和河西有轨电车的部分站点位于江东中路上。

## 隧道
江东中路全程共2个隧道，均属于江东快速路，从北到南分别是北圩隧道、江东门隧道，北圩隧道下穿汉中门大街，地下部分长120米，江东门隧道下穿水西门大街，地下部分长130米。隧道作为快速路的一部分，在青奥会前夕通车。

## 地下通道
万达广场地下过街通道是江东中路首条地下过街通道，于2011年开工，2012年4月17日竣工，5月1日正式通行。过街通道全长138米，总投资约4900万元。在此之外，建设部门又规划了10条过街通道。其中有过街通道未如期建设引发了争议。2018年，作为江东中路地下商圈的一部分，规划部门规划了连接世茂与金鹰的地下通道，该通道宽约18.65米、长约38米。

## 路段建筑

### 南京奥林匹克体育中心

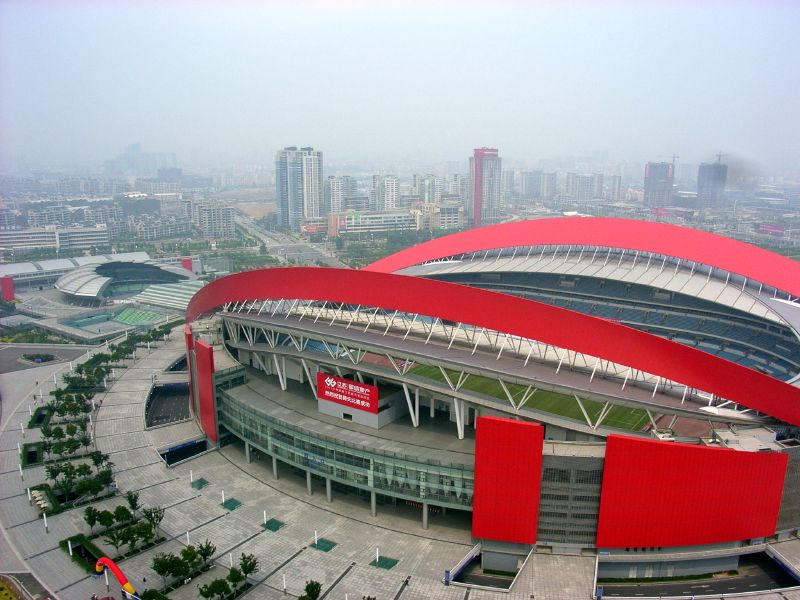
南京奥林匹克体育中心

南京奥林匹克体育中心位于江东中路222号，南京市河西新城中心位置，占地面积89.6公顷，总建筑面积约40.1万平方米，2005年9月建成开放。曾作为中华人民共和国第十届运动会、2013年亚洲青年运动会和2014年夏季青年奥林匹克运动会的主会场。

### 南京国际博览中心

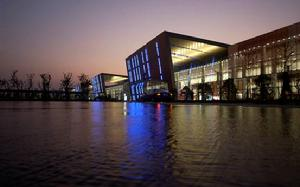
南京国际博览中心

南京国际博览中心位于江东中路300号，南京河西新城的核心位置，拥有展览和会议两大功能，分为展馆、会议中心和配套服务设施三个部分，占地面积54公顷，展览面积17万平方米，曾作为2013年亚洲青年运动会和2014年夏季青年奥林匹克运动会的比赛场馆。

### 河西中央公园

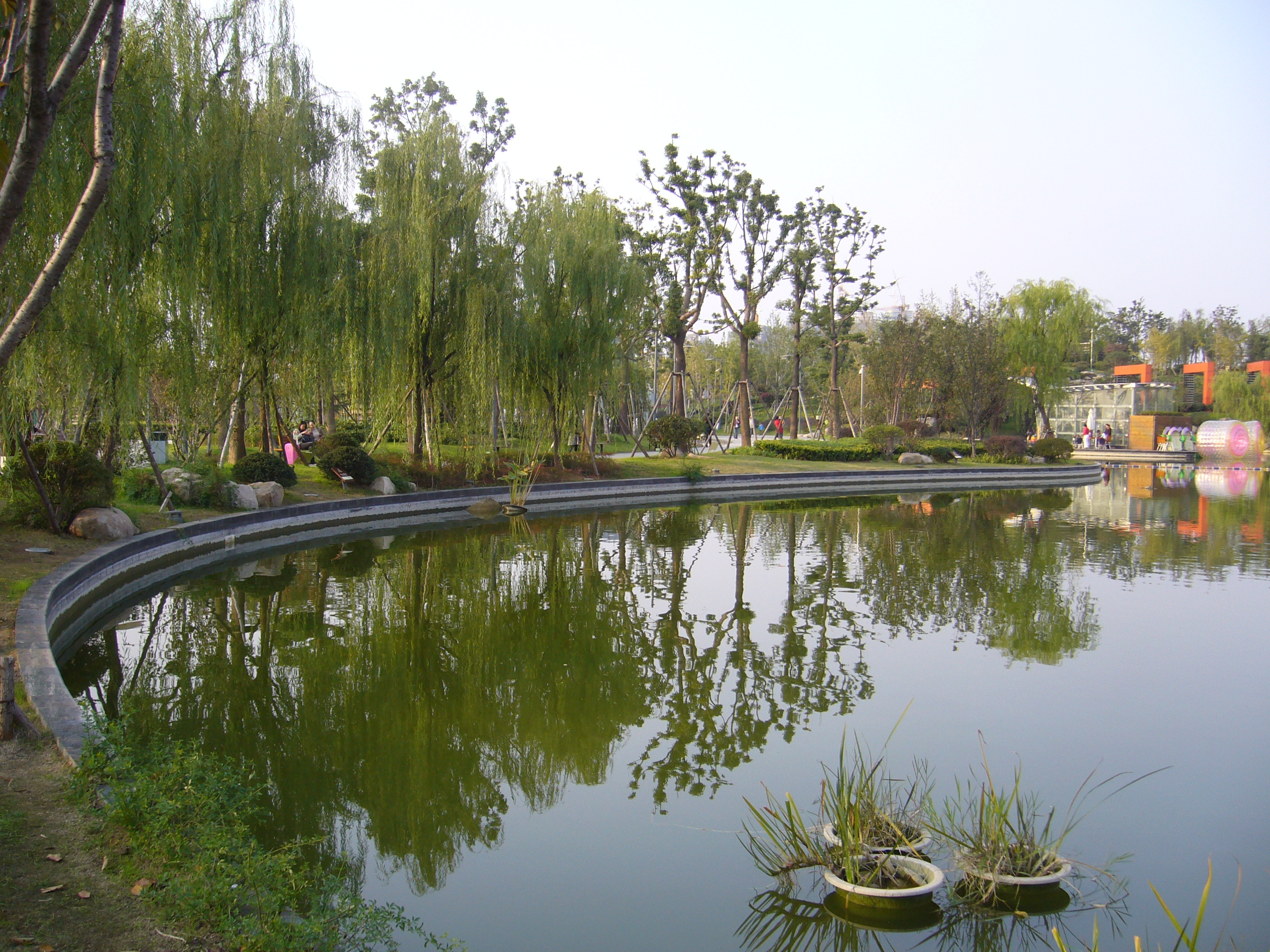
河西中央公园

河西中央公园位于江东中路369号，河西新城CBD商务轴线与河西大街商业轴线交汇点，2008年5月1日正式建成免费开放，是目前南京最大的城市园林休闲公园。